# Sant Pau
Sant Pau (en espagnol San Pablo) est un quartier de la ville de Valence (Espagne), appartenant au district de Campanar. Il est situé au nord-ouest de la ville et il est limité au nord avec les quartiers de Benimámet et de Beniferri, à l'est avec ceux de Ciutat Fallera, de Benicalap et de Campanar, au sud avec celui de Nou Moles et à l'ouest avec les communes de Paterna, Mislata et Cuart de Poblet. Sa population en 2009 était de 12 900 habitants.